# Teleiopsis albifemorella
Teleiopsis albifemorella là một loài bướm đêm thuộc họ Gelechiidae. Loài này có ở miền nam và khu vực miền bắc của Anpơ. Nó cũng được tìm thấy ở the Spanish Pyrenees và vùng núi của vùng Abruzzo in Ý và in former Serbia và Montenegro.
Sải cánh dài 19–23 mm. Con trưởng thành bay vào tháng 7 đến tháng 9.
Ấu trùng ăn Rumex scutatus.